# Singapur
Singapur è una suddivisione dell'India, classificata come census town, di 23.458 abitanti, situata nel distretto di Adilabad, nello stato federato del Telangana. In base al numero di abitanti la città rientra nella classe III (da 20.000 a 49.999 persone).

## Geografia fisica
La città è situata a 17° 28' 11 N e 78° 7' 39 E e ha un'altitudine di 575 m s.l.m..

## Società

### Evoluzione demografica
Al censimento del 2001 la popolazione di Singapur assommava a 23.458 persone, delle quali 12.023 maschi e 11.435 femmine. I bambini di età inferiore o uguale ai sei anni assommavano a 2.684, dei quali 1.352 maschi e 1.332 femmine. Infine, coloro che erano in grado di saper almeno leggere e scrivere erano 12.955, dei quali 7.504 maschi e 5.451 femmine.